# Gustav Jepsen
Gustav Alfred Jepsen (ur. 1 października 1908, zm. 26 czerwca 1947) – zbrodniarz hitlerowski, członek załogi niemieckiego obozu koncentracyjnego Neuengamme i SS-Sturmmann.

## Życiorys
Obywatel duński, urodził się w Haderslev. W trakcie II wojny światowej dobrowolnie zgłosił się do służby w Wehrmachcie, skąd w 1944 przeniesiony został do SS. Jepsena skierowano do kompleksu obozowego Neuengamme, gdzie pełnił funkcję Blockführera i zastępcy komendanta podobozu Banterweg. Znany był ze swego sadyzmu, uczestniczył w masowych egzekucjach i stosował wobec więźniów okrutne tortury. Między innymi w środku zimy topił więźniów w stawie znajdującym się na terenie Banterweg, a w grudniu 1944 zmusił transport Żydów węgierskich do stania nago na placu apelowym, co skutkowało śmiercią z wyziębienia wielu z nich. W początkach kwietnia 1945 Jepsen kierował ewakuacją obozu. Więźniowie w liczbie 390 mieli zostać przewiezieni pociągiem do obozu Bergen-Belsen. 7 kwietnia 1945 transport został zbombardowany koło Lüneburga przez amerykańskie samoloty. Zginęło wówczas około 200 więźniów. Pozostali zostali z rozkazu Jepsena rozstrzelani i w dniach 7-11 kwietnia 1945 pochowani w masowych grobach.
Po zakończeniu wojny Jepsen zbiegł do Danii, gdzie jednak został aresztowany. W styczniu 1946 Wielka Brytania wystąpiła do władz duńskich o jego ekstradycje. Początkowo Duńczycy odmówili, chcąc najpierw oskarżyć Jepsena o przynależność do SS jako organizacji zbrodniczej. Jednak gdy na jaw wyszedł ogrom jego zbrodni, Jepsena ekstradowano do Niemiec, gdzie stanął przed brytyjskimi Trybunałami Wojskowymi. 16 stycznia 1946 Trybunał w Lüneburgu skazał go na dożywocie za zbrodnie popełnione podczas ewakuacji Banterwegen. Natomiast 4 lutego 1947 Trybunał w Hamburgu wymierzył mu karę śmierci przez powieszenie za zbrodnie popełnione w trakcie służby w Banterwegen. Wyrok wykonano w Minden pod koniec czerwca 1947.